# Principat de Silana
Silana fou un petit estat tributari protegit de l'agència de Kathiawar, prant de Sorath, presidència de Bombai.
Estava format per un sol poble amb dos tributaris propietaris conjunts. La superfície era de 10 km² i la població el 1881 de 691 habitants. Els ingressos s'estimaven en 300 lliures de les que 10 lliures eren pagades com a tribut al Gaikwar de Baroda.